# Hanami (Veranstaltung)
Die Hanami (von jap. 花見 ‚Blüten betrachten‘) ist eine jährlich stattfindende, zweitägige Veranstaltung für Manga- und Anime-Fans (Anime-Convention) in Koblenz in Anlehnung an das japanische Kirschblütenfest. Sie wird vom Verein Animexx e. V. veranstaltet und gehört mit rund 4500 Besuchern zu den großen ehrenamtlichen Veranstaltungen zum Thema Japan, Anime und Manga in Deutschland.

## Entwicklung
Die Hanami fand erstmals im Jahr 2006 in Ludwigshafen am Rhein statt. Bis 2011 fand sie im Kulturzentrum „das Haus“ statt  und ist danach, aufgrund von Platzmangel, in den 200 Meter entfernten Pfalzbau umgezogen. Dort wurde sie, bis 2019, jährlich am ersten Maiwochenende veranstaltet. Seit 2024 findet sie in der Rhein-Mosel-Halle in Koblenz statt.
Die Anzahl der Besucher stieg von ca. 400 im Jahr 2006 auf rund 5200 im Jahr 2012 an.
Seit dem Jahr 2008 findet auf der Hanami der Vorentscheid der Deutschen Cosplaymeisterschaft statt. 2010 kam ein Maid‑Café hinzu.
Als Sponsoren der Veranstaltung traten u. a. Japan Airlines und die Universum Film GmbH auf.
Die Hanami 2020 (geplant vom 9. bis 10. Mai) wurde aufgrund der COVID-19-Pandemie abgesagt. Stattdessen fand vom 13. bis 14. April ein Onlineevent statt. Bis 2024 war eine längere Pause, in der keine weitere Hanami veranstaltet wurde.

## Bildergalerie
|                        |                         |                          |                             |
| Banner der Hanami 2010 | Stände vor dem Pfalzbau | Cosplay am Lutherbrunnen | Zug durch die Fußgängerzone |

## Bisherige Veranstaltungen

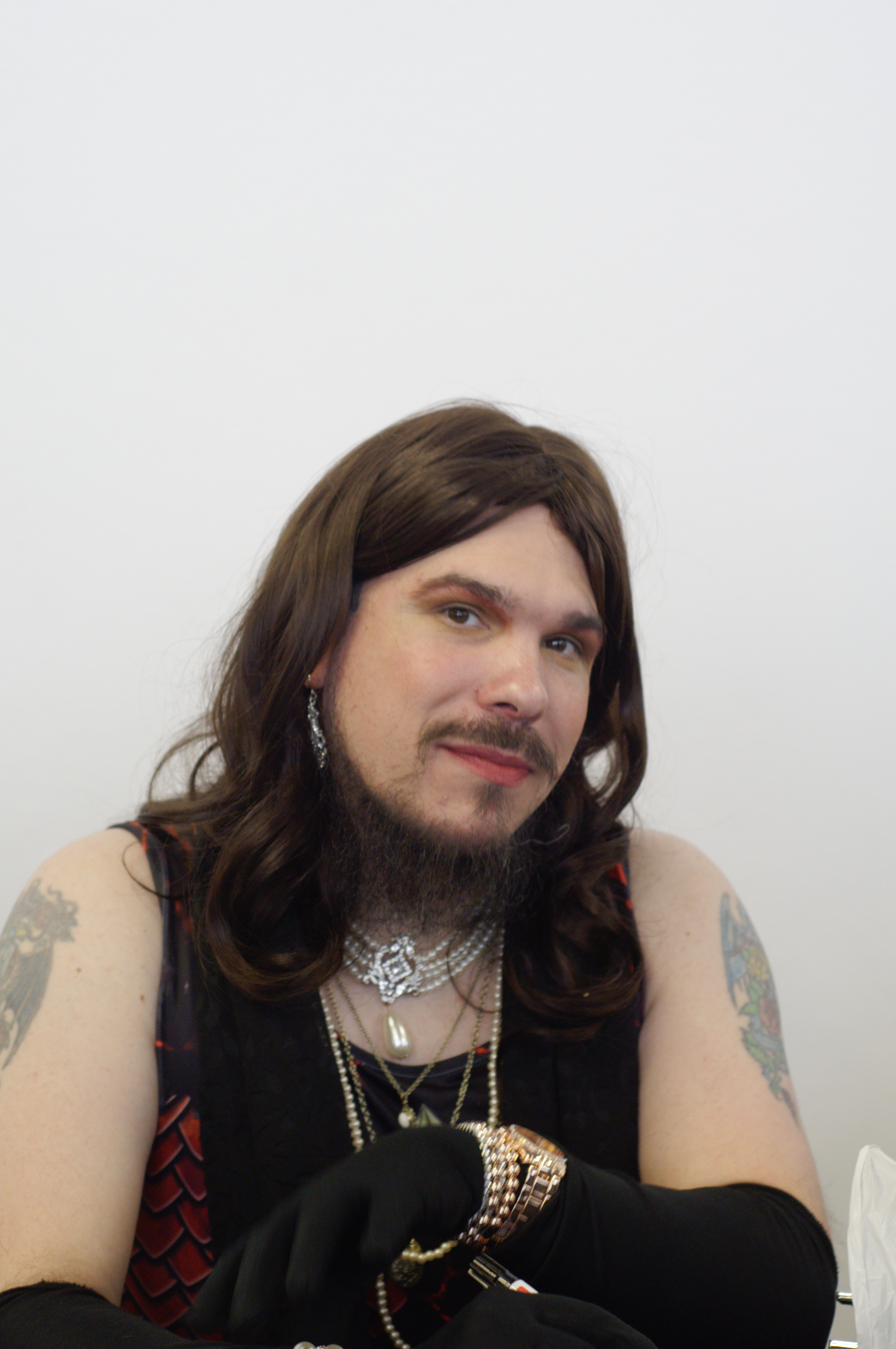
Shinji Schneider

Neben verschiedenen Workshops und Spielshows bietet die Hanami jährlich unterschiedliche Programmpunkte.
Hanami 2006 (8. – 9. April)
400 Besucher
Gäste: Prin und Umi Konbu (Japanische Zeichner)
Workshops (u. a. Japanischkurse)
Look-Alike-Contest
Cosplay-Modenschau
Hanami 2007 (5. – 6. Mai)
1.300 Besucher
Gäste: Aki Yamamura (Sopranistin), Matthias Gräff-Schestag (Piano), „Shinji“ Schneider
Wahl zu Miss und Mister Hanami
Hanami 2008 (3. – 4. Mai)
2.500 Besucher
Gäste: Tennogawa Taiko Gruppe, „Shinji“ Schneider
Vorentscheid Deutsche Cosplaymeisterschaft
Wahl zu Miss und Mister Hanami und Mister Yaoi 2008
Hanami 2009 (9. – 10. Mai)
3.400 Besucher
Gäste: Tennogawa Taiko Gruppe, „Shinji“ Schneider
Vorentscheid Deutsche Cosplaymeisterschaft
Hanami 2010 (8. – 9. Mai)
4.500 Besucher
Gäste: Tennogawa Taiko Gruppe, Robert Labs (Comiczeichner), David Füleki (Comiczeichner und Autor)
Vorentscheid Deutsche Cosplaymeisterschaft
Maid-Café
Hanami 2011 (7. – 8. Mai)
4.600 Besucher
Gäste: Toyoei Shigeeda (japanischer Generalkonsul), Kyodo-tai Kaiserslautern Taiko Gruppe
Zeremonie (Festumzug durch Ludwigshafen)
Vorentscheid Deutsche Cosplaymeisterschaft
Maid-Café Maido no Kisetsu
Spendenaktionen für die Opfer der Umweltkatastrophe in Japan
Hanami 2012 (5. – 6. Mai)
5.200 Besucher
Gäste: „Shinji“ Schneider, David Füleki (Comiczeichner und Autor), Kyodo-tai Kaiserslautern Taiko Gruppe,
Zeremonie (Festumzug durch Ludwigshafen)
Vorentscheid Deutsche Cosplaymeisterschaft
Maid-Café Maido no Kisetsu
Kostümball
Hanami 2013 (4. – 5. Mai)
ca. 5.000 Besucher
Gäste: „Shinji“ Schneider, Toru Weber (Pianist), Loverin Tumberin, Naoko Kikuchi (Koto-Spielerin)
Zeremonie (Festumzug durch Ludwigshafen)
Vorentscheid Deutsche Cosplaymeisterschaft
Maid-Café Maido no Kisetsu
Kostümball